# Sant Pere d'Olopte
L'església de Sant Pere d'Olopte es troba a la part alta d'un petit promontori a l'esquerra de l'entrada del poble d'Olopte, a la comarca de la Baixa Cerdanya.
La parròquia era originalment sota l'advocació de Sant Feliu i com moltes de les esglésies d'aquesta zona està documentada a la falsa acta de consagració de l'any 839 (en realitat de la fi del segle x) de la Seu d'Urgell.

## Edifici
La nau és de planta rectangular amb un absis semicircular amb coberta de volta apuntada. Cap al segle xvii s'hi van afegir dues capelles formant un creuer.
La porta d'entrada es compon de cinc arquivoltes. Tres de planta rectangular alternant-se amb dues més de columnes, els capitells són llaurats amb palmells, pinyes i fulles d'acant. Als arcs podem veure-hi les figures d'Adam i d'Eva a la seva arrencada i entre ambdues figures set caps humans i dues pinyes.
A l'absis exteriorment podem veure, a la part superior, un fris de dents de serra sobre mènsules esculpides. Té un campanar de torre bastant posterior a la construcció del temple, que es creu que va ser fet a la fi del segle xii.

Portalada romànica de Sant Pere d'Olopte (Cerdanya)

Procedent d'aquesta església es conserva, al Museu Nacional d'Art de Catalunya, a Barcelona, una talla policromada de final del segle xii, d'una Verge amb Nen.